# Ryan Gregson
Pour les articles homonymes, voir Gregson.
Ryan Gregson (né le 26 avril 1990 à Wollongong) est un athlète australien spécialiste des courses de demi-fond. Il a détenu de juillet 2010 à juillet 2012, le record d'Océanie du 1 500 mètres avec le temps de 3 min 31 s 06.

## Carrière
En 2007, Ryan Gregson se classe cinquième du 1 500 mètres des Championnats du monde jeunesse d'Ostrava, compétition mettant aux prises les meilleurs athlètes internationaux de moins de dix-huit ans. Il bat ensuite le record d'Australie junior du 3 000 mètres de Craig Mottram en réalisant le temps de 8 min 01 s 26. L'année suivante, il termine cinquième du 1 500 m des Championnats du monde juniors de Bydgoszcz, puis établit en 2009 de nouveaux record nationaux juniors sur 1 500 m et 3 000 m en respectivement 3 min 37 s 24 et 7 min 57 s 45. Gregson termine au pied du podium des Universiades d'été de Belgrade, échouant à 22 centièmes de secondes seulement de la médaille de bronze. Sélectionné pour les Championnats du monde 2009 de Berlin, il est éliminé dès les séries du 1 500 m dans le temps de 3 min 44 s 79. 
En 2010, Ryan Gregson établit un nouveau record d'Océanie en bouclant le 1 500 mètres du meeting de Monaco en 3 min 31 s 06. il améliore de 9 dixièmes de seconde l'ancienne marque continentale détenue depuis 1991 par son compatriote Simon Doyle. Ce record est battu en juillet 2012 par le Néo-Zélandais Nick Willis en 3 min 30 s 35.

## Palmarès

### International
| Date | Compétition               | Lieu             | Résultat | Épreuve       | Temps          |
| ---- | ------------------------- | ---------------- | -------- | ------------- | -------------- |
| 2014 | Relais mondiaux de l'IAAF | Nassau           | 4e       | 4 × 800 m     | 7 min 11 s 48  |
| 2014 | Relais mondiaux de l'IAAF | Nassau           | 4e       | 4 × 1 500 m   | 14 min 46 s 04 |
| 2015 | Relais mondiaux de l'IAAF | Nassau           | 3e       | 4 × 800 m     | 7 min 16 s 30  |
| 2015 | Relais mondiaux de l'IAAF | Nassau           | 3e       | Relais medley | 9 min 21 s 62  |
| 2016 | Jeux olympiques           | Rio de Janeiro   | 9e       | 1 500 m       | 3 min 51 s 39  |
| 2016 | Ligue de diamant          | Ligue de diamant | 7e       | 1 500 m       | détails        |
| 2018 | Jeux du Commonwealth      | Gold Coast       | 9e       | 1 500 m       | 3 min 39 s 24  |
| 2018 | Ligue de diamant          | Ligue de diamant | 10e      | 1 500 m       | 3 min 39 s 04  |
| 2018 | Coupe continentale        | Ostrava          | 5e       | 1 500 m       | 3 min 40 s 91  |

### Records
| Épreuve | Performance   | Lieu    | Date            |
| ------- | ------------- | ------- | --------------- |
| 1 500 m | 3 min 31 s 06 | Monaco  | 22 juillet 2010 |
| Mile    | 3 min 52 s 24 | Londres | 14 août 2010    |